# وست ریج (آرکانزاس)
وست ریج (به انگلیسی: West Ridge) یک منطقهٔ مسکونی در ایالات متحده آمریکا است که در شهرستان میسیسیپی، آرکانزاس واقع شده‌است. وست ریج ۶۸٫۸۹ متر بالاتر از سطح دریا واقع شده‌است.